# Uno Rosso
Uno Rosso (Red One) è un film del 2024 co-prodotto e diretto da Jake Kasdan, da una sceneggiatura di Chris Morgan e da una storia originale di Hiram Garcia. 
Il film vede nel cast principale Dwayne Johnson, Chris Evans, J. K. Simmons, Kiernan Shipka, Lucy Liu, Bonnie Hunt, Nick Kroll, Kristofer Hivju e Wesley Kimmel.
Il progetto è considerato il primo di un franchise natalizio, prodotto da Amazon MGM Studios in collaborazione con Seven Bucks Productions, Chris Morgan Productions e The Detective Agency.
Uno Rosso è stato distribuito a livello internazionale dalla Warner Bros. Pictures il 6 novembre e negli Stati Uniti dagli Amazon MGM Studios attraverso la Metro-Goldwyn-Mayer il 15 novembre 2024.

## Trama
Da piccolo Jack O'Malley, mentre festeggia la vigilia di Natale coi cugini, mostra loro che i regali in realtà sono stati nascosti in casa dai parenti e che Babbo Natale non esiste; anche se lo zio cerca di farli ricredere, il bambino lo tempesta di domande a cui non può rispondere e alla fine rimane amareggiato.
Diversi anni dopo Jack è diventato un ladro e hacker mercenario, abile nel suo lavoro, ma sempre al verde a causa di debiti di gioco, dal carattere pessimista e ha avuto un figlio, Dylan, con cui ha un pessimo e teso rapporto, dato che non lo vede quasi mai. Alcuni giorni prima di Natale, Jack fa un colpo in un centro di ricerca, rubando dei dati per un sistema radar su commissione. 
Intanto il vero Babbo Natale, conosciuto anche come Nick (nome in codice Uno Rosso), si prepara alla notte della Vigilia fingendosi un attore ai centri commerciali per sentire i regali dei bambini, accompagnato da Callum "Cal" Drift, il capo della sicurezza del Polo Nord. I due tornano in seguito al Polo Nord su una slitta altamente sofisticata e trainata da enormi renne volanti, ma poco prima che il veicolo attraversi una barriera magica che li fa scomparire alla vista del mondo, un dispositivo radar li intercetta. All'interno della sua città magica e futuristica, abitata da elfi, animali antropomorfi parlanti e altre creature magiche, tutti sono indaffarati per organizzare gli ultimi preparativi, mentre Nick si allena per sopportare la fatica del viaggio.
Cal comunica al suo capo che è intenzionato ad andare in pensione dopo un ultimo Natale, essendo ormai stanco e disilluso a causa del numero crescente dei bambini cattivi sulla lista di Nick, nonostante quest'ultimo gli dica che ogni persona può fare le sue scelte e diventare ciò che vuole. Poco dopo una squadra di infiltrazione irrompe nella cittadina facendo un buco nella barriera magica che la nasconde e nonostante i tentativi di Cal di fermarli, riescono a fuggire rapendo Nick.
Cal avvisa del rapimento la direttrice Zoe Harlow della M.O.R.A. (Mythological Oversight and Restoration Authority, un'agenzia che sa dell'esistenza delle creature magiche e le nasconde al mondo, sorvegliando le più pericolose) e la sua squadra di "troll" scopre che la posizione segreta del Polo Nord è stata trovata da Jack, noto nell'ambiente come "Il Lupo". Quando quest'ultimo, dopo essere stato catturato e portato al Polo Nord, rivela che non sapeva che le informazioni rubate erano collegate a Babbo Natale e di averle inviate a un acquirente anonimo, Zoe si offre di raddoppiare il suo compenso se li aiuterà a trovare Nick. Cal quindi, seppur riluttante, si allea con Jack, il quale rintraccia la posizione del mediatore che ha organizzato l'affare ad Aruba; Zoe tuttavia non si fida di lui e gli mette addosso un rilevatore per rintracciarlo in ogni angolo del pianeta.
Dopo che i due arrivano ad Aruba passando da un negozio di giocattoli, viaggiano su un'auto giocattolo che Cal trasforma in un vero veicolo, per poi trovare e mettere alle strette il mediatore, Ted, il quale rivela terrorizzato il nome del mandante: costei non è altri che la strega dell'inverno, Gryla. La fattucchiera, avendo percepito di essere stata tradita, manda tre pupazzi di neve mostruosi ad ucciderli e sebbene Cal e Jack riescano ad eliminarli, Ted viene congelato durante la rissa ed impossibilitato a parlare.
Rimasti senza una pista per rintracciare Nick, Cal sospetta che Gryla potrebbe essere in combutta con Krampus, il fratello adottivo disconosciuto di Babbo Natale, che è stato anche l'amante della strega, nonché il creatore della lista dei cattivi; i due quindi irrompono nella sua tana ma vengono catturati. Cal chiede a Krampus di aiutare suo fratello, dicendo che egli ne sente la mancanza, ma il demone rifiuta; nonostante gli venga permesso di andarsene, Jack rimane e convince Krampus a giocare a Krampusschlap con Callum, una sfida di schiaffi dove chi cade a terra o muore perde, durante la quale l'hacker recupera il bracciale magico dell'agente e glielo restituisce, consentendo alla coppia di scappare; nella fuga il duo scopre che alcuni giorni prima la strega ha rubato a Krampus la glaskafig, una palla di neve magica che ha il potere di imprigionare chiunque al suo interno.
Nel frattempo Gryla e la sua prole, gli Yule Lads, tengono Nick prigioniero in una cassaforte che gli succhia la magia; la strega poi, usando l'attrezzatura magica per la duplicazione dei giocattoli, riproduce su larga scala la glaskafig, con l'intenzione di liberare il mondo da ogni individuo che sia mai stato nella lista dei cattivi, rinchiudendoli all'interno delle sfere magiche per sempre.
Gryla decide di testare le palle di neve magiche su Jack e Dylan e ne fa recapitare una a ciascuno dei due; padre e figlio si ritrovano quindi imprigionati all'interno delle sfere e portati nel nascondiglio della strega, ma grazie ad una conversazione a cuore aperto riescono ad infrangere l'incantesimo e a liberarsi.
Utilizzando il localizzatore piazzato su Jack, Zoe e Cal lo rintracciano al complesso del Polo Nord, scoprendo così che Gryla, i suoi scagnozzi e Babbo Natale non hanno mai lasciato il luogo; scoprono anche che il complesso è stato preso in ostaggio dai mostri di neve della strega e dopo aver liberato la signora Claus e il personale magico, trovano Jack e Dylan nel vecchio laboratorio di Babbo Natale.
Mentre gli uomini di Callum e Zoe lottano contro i figli di Gryla, quest'ultima si prepara a partire per la corsa di Natale con un Nick privo di sensi; dato che l'equipaggiamento del Polo Nord si basa sui poteri di Babbo Natale, la strega intende sfruttarli per distribuire le sue glaskafig clonate a tutti i cattivi del mondo, ma Jack sabota la slitta sganciando le renne; ne consegue una lotta, dove Gryla rivela la sua vera forma mostruosa, ma viene fermata da Cal e Jack con l'aiuto di Krampus, che arriva per aiutarli. Nick si riprende e perdona suo fratello, mentre la strega viene sigillata dentro una delle sue glaskafig e presa in consegna da Zoe.
Con Gryla agli arresti, tutti si preparano rapidamente per la corsa di Natale di quella notte, essendo in ritardo di pochi minuti. Babbo Natale invita Jack e Dylan ad accompagnarlo, cosa che i due accettano; durante la corsa Cal osserva Jack riacquistare il suo ottimismo, così come la capacità di vedere il bambino che lui era stato, e ricostruire il rapporto con Dylan e questo lo convince a ritirare la sua domanda di pensionamento.

## Produzione
Hiram Garcia di Seven Bucks Productions ha concepito l'idea per il film, che è stato sviluppato in una sceneggiatura da Chris Morgan per la regia di Jake Kasdan. Chris Evans si è unito al cast a gennaio 2022. A settembre 2022, Kiernan Shipka è stata aggiunta al cast. Lucy Liu, Mary Elizabeth Ellis, J. K. Simmons, Nick Kroll, Kristofer Hivju, Wesley Kimmel e Bonnie Hunt si sono uniti al cast il mese successivo. Dwayne Johnson è stato pagato 50 milioni di dollari per il suo coinvolgimento.
Le riprese si sono svolte tra Atlanta, la Florida e le Hawaii tra l'ottobre 2022 e il febbraio 2023. Le riprese hanno avuto problemi con Johnson, che è arrivato in media con sette-otto ore di ritardo per girare le sue scene e ha perso diversi giorni di riprese. Questi ritardi avrebbero aumentato il budget di 50 milioni di dollari fino a un totale di 250 milioni di dollari, cosa che Garcia ha contestato. Johnson ha poi ammesso di essere spesso in ritardo e di aver urinato nelle bottiglie sul set, ma Evans e Kasdan lo hanno difeso.

## Promozione
Il primo trailer è stato diffuso il 25 giugno 2024.

## Distribuzione
Il film è stato distribuito nelle sale statunitensi il 15 novembre 2024, e in quelle italiane e danesi il precedente 7 novembre; è stato infine reso disponibile su Amazon Prime Video dal 12 dicembre dello stesso anno.
Approdato su Prime Video, il film ha riscontrato un successo incredibile, diventando il più visto di sempre sulla piattaforma. Kevin Wilson, capo della distribuzione cinematografica di MGM Amazon, ha spiegato che i non soddisfacenti incassi nelle sale hanno comunque coperto i costi legati al marketing.

## Accoglienza

### Incassi
A fronte di un budget di produzione di oltre 250 milioni di dollari, il film ha incassato 97000759 $ in Nord America e 89000000 $ nel resto del mondo, per un totale di 186007590 $.

### Critica
Il film è stato accolto in maniera negativa dalla critica. Sull'aggregatore di recensioni Rotten Tomatoes ha un indice di gradimento del 30% basato su 185 recensioni, con un voto medio di 4,5 su 10. Su Metacritic ottiene un punteggio di 34 su 100 basato su 35 recensioni.